# FK Cementarnica 55 Skopje
Fudbalski Klub Cementarnica 55; mazedonisch Фудбалски Клуб Цементарница 55 ist ein nordmazedonischer Fußballverein aus Skopje. Zurzeit spielt der Verein in der 4. Liga (Regionalliga).

## Geschichte
Der Verein wurde 1955 nach einer Zementfabrik gegründet. In der Saison 1996/97 stieg man in die Prva Liga auf, wo 2002 mit Platz 3 die beste Platzierung heraussprang.
Im gleichen Jahr verlor das Team im Pokalfinale gegen FK Pobeda Prilep. Ein Jahr später wurde Lokalrivale Sloga Jugomagnat im Elfmeterschießen bezwungen.
Von 1996/97 bis 2005/06 spielte das Team in der 1. Liga. Nach dem Abstieg folgte der sofortige Wiederaufstieg, der jedoch mit dem letzten Platz beendet wurde. Danach stieg der Verein in den nächsten Jahren bis zur 4. Liga ab.

## Namensänderungen
- 1955 – Fabrika Cement za Usje 55
- 1996 – Fudbalski Klub Cementarnica
- 1998 – Fudbalski Klub Cementarnica 55
- 1999 – Fabrika Cement za Usje 55
- 2000 – Fudbalski Klub Cementarnica
- 2003 – Fudbalski Klub Cementarnica 55
- 2006 – Fabrika Cement za Usje Meridian
- 2006 – Fudbalski Klub Cementarnica 55

## Erfolge
- Mazedonischer Pokal[2]
  - Sieger 2002/03
  - Finalist 2001/02

## 1. Liga
| Saison  | Platzierung |  | Saison  | Platzierung |
| ------- | ----------- |  | ------- | ----------- |
| 1996/97 | 12.         |  | 2002/03 | 08.         |
| 1997/98 | 09.         |  | 2003/04 | 07.         |
| 1998/99 | 05.         |  | 2004/05 | 09.         |
| 1999/00 | 05.         |  | 2005/06 | 11.         |
| 2000/01 | 07.         |  | 2007/08 | 12.         |
| 2001/02 | 03.         |  |         |             |

## Europapokalbilanz
| Saison  | Wettbewerb         | Runde                  | Gegner                | Gesamt    | Hin     | Rück    |
| ------- | ------------------ | ---------------------- | --------------------- | --------- | ------- | ------- |
| 1999    | UEFA Intertoto Cup | 1. Runde               | FC Kolcheti 1913 Poti | 8:2       | 4:2 (H) | 4:0 (A) |
| 1999    | UEFA Intertoto Cup | 2. Runde               | Rostselmasch Rostow   | 2:3       | 1:1 (H) | 1:2 (A) |
| 2002    | UEFA Intertoto Cup | 1. Runde               | FH Hafnarfjörður      | 3:4       | 1:3 (H) | 2:1 (A) |
| 2003/04 | UEFA-Pokal         | 1. Qualifikationsrunde | GKS Katowice          | (a)1:1(a) | 0:0 (H) | 1:1 (A) |
| 2003/04 | UEFA-Pokal         | 1. Runde               | RC Lens               | 0:6       | 0:1 (H) | 0:5 (A) |

Gesamtbilanz: 10 Spiele, 3 Siege, 3 Unentschieden, 4 Niederlagen, 14:16 Tore (Tordifferenz −2)